# Björntjärnarna (Malå socken, Lappland, 723360-161943)
Björntjärnarna är en sjö i Malå kommun i Lappland och ingår i Umeälvens huvudavrinningsområde.